# 江淮大戏院
江淮大戏院（今又名江淮大戏院万盛演艺广场）位于中国安徽省合肥市庐阳区淮河路252号，西邻市府广场，因合肥襟淮河而带长江的地理位置而得名，其主体建筑戏院房建于1954年，采用仿徽派建筑风格，可容纳观众1400多名。作为合肥市最早的综合观演建筑，江淮大戏院在建成后的近三十年间长期作为合肥市举行大型会议和重要文艺团体演出的场所，直至20世纪80年代中期其地位逐渐被安徽剧院所取代。此后因建筑年久失修沦为危房，于1997年被迫停业。自2005年7月起由万盛文化艺术传播有限公司投资对其进行了维修改造，2006年11月重新开业，改造后的建筑仍为文化演出功能为主，设有1000余平方米的演出大厅，可容纳观众1000多名。